# Альберти, Фридрих фон
Фри́дрих А́вгуст фон Альбе́рти (нем. Friedrich August von Alberti; 4 сентября 1795 года, Штутгарт — 12 сентября 1878 года, Гейльбронн) — немецкий горный инженер.
В 1809 году поступил в Горный кадетский корпус при Штутгартском военном институте, начал службу в 1815 на соляном заводе Зульц, с 1818 надзирал за попытками сверления при Ягапфельде и в 1820 сделан инспектором соляных заводов во Фридрихсгалле.
В 1823 году он посредством сверления открыл залежи каменной соли при Швеннингене на верхнем Неккаре, в 1825 сделан управляющим основанного им соляного завода Вильгельмсгалль, в 1836 горным советником и в 1852 управляющим соляными заводами во Фридрихсгалле.
В 1854—59 гг. под его руководством пробита с большим успехом залежь каменной соли во Фридхсгалле.
В числе сделанных им в соляном деле важных улучшений заслуживает особенного внимания употребление паров для вываривания соли.
Получив в 1870 году эмеритуру, он проживал в Гейльбронне, где и скончался.
Членкор Баварской АН (1854).